# Кашкаров Юрій Федорович
Юрій Федорович Кашкаров  (рос. Юрий Фёдорович Кашкаров, 4 грудня 1963) — радянський біатлоніст, олімпійський чемпіон.

## Виступи на Олімпіадах
| Олімпіада    | Дисципліна                | Місце |
| ------------ | ------------------------- | ----- |
| Сараєво 1984 | спринт 10 км              | 10    |
| Сараєво 1984 | індивідуальна гонка 20 км | 35    |
| Сараєво 1984 | естафета 4 х 7,5 км       | 1     |
| Калгарі 1988 | спринт 10 км              | 18    |
| Калгарі 1988 | індивідуальна гонка 20 км | 5     |